# Nelsonites walteri
Nelsonites walteri är en skalbaggsart som beskrevs av Valentine. Nelsonites walteri ingår i släktet Nelsonites och familjen jordlöpare. Inga underarter finns listade i Catalogue of Life.